# 布塞因河
51°27′0″N 98°2′30″E / 51.45000°N 98.04167°E
布塞因河（俄语：Бусэин-Гол），是東北亞的河流，位於俄羅斯和蒙古，流經圖瓦共和國，屬於小葉尼塞河的支流，河道全長129公里，流域面積2,380平方公里。